# Lessonia (oiseau)
Pour les articles homonymes, voir Lessonia.
Genre
Lessonia est un genre d'oiseaux de la famille des Tyrannidae.

## Liste d'espèces
Selon la classification de référence du Congrès ornithologique international (version 3.2, 2012) et ITIS (31 oct. 2012) :
- Lessonia oreas (P. L. Sclater & Salvin, 1869) – Lessonie des Andes
- Lessonia rufa (Gmelin, 1789) – Lessonie noire